# Yigoga issykula
Yigoga issykula là một loài bướm đêm trong họ Noctuidae.